# Пилипчук, Роман Михайлович
Рома́н Миха́йлович Пилипчу́к (укр. Роман Михайлович Пилипчук; род. 27 апреля 1967, Снежно́е, Донецкая область) — советский и украинский футболист, выступавший на позиции нападающего, после завершения карьеры — тренер.

## Клубная карьера
Начал футбольную карьеру в ивановском «Текстильщике», который выступал во второй лиге. В 1989 году сыграл 39 матчей и забил 15 голов. В следующем году был приглашён в «московское Динамо». В высшей лиге дебютировал 1 апреля 1990 года в матче 5-го тура против «Металлиста», выйдя на замену на 48-й минуте вместо Сергея Кирьякова. Всего в том сезоне провёл 15 матчей, забил 2 мяча и стал бронзовым призёром первенства. В 1991 году в первом круге чемпионата сыграл 6 матчей и в июле ушёл во владикавказский «Спартак», в котором провёл вторую часть чемпионата. После распада СССР уехал в Израиль, где выступал за клубы «Маккаби» из Герцлии, Нетании и Петах-Тиквы. Всего в чемпионате Израиля сыграл 131 матч и забил 29 голов. В 2000 году подписал контракт с донецким «Металлургом». За 3 года сыграл 65 матчей, забив 15 мячей. В 2003 году завершил карьеру в возрасте 36 лет.

## Тренерская карьера
В 2008 году работал ассистентом в «Шиннике», в 2009 возглавлял молдавскую «Дачию», в 2010 был старшим тренером в «Балтике».
В 2011—2012 годах работал в тренерском штабе московского «Динамо». Затем был главным тренером клубов «Олимпик» (Донецк) и «Спартак» (Юрмала).
В июле 2015 года стал ассистентом Мубина Эргашева в сборной Таджикистана, одновременно при этом возглавлял сборную Таджикистана (до 21 года).
В июне 2016 года вошёл в тренерский штаб Дмитрия Аленичева в московском «Спартаке», остался в тренерском штабе после назначения главным тренером итальянского специалиста Массимо Карреры.
3 мая 2018 года заявил об уходе из «Спартака» и желании возобновить самостоятельную работу. В сезоне 2018/19 начал работать в тренерском штабе клуба «Ахмат» помощником Рашида Рахимова.
1 февраля 2019 года был назначен главным тренером минского «Динамо». 31 мая по соглашению сторон покинул пост.
10 января 2020 года стал главным тренером фарм-клуба московского «Спартака» — «Спартака-2», выступающего в ФНЛ, контракт подписан до 31 мая 2021 года. На этот пост его назначил Леонид Федун, сменив Виктора Булатова. 10 марта 2021 года руководством московского «Спартака» принято решение прекратить сотрудничество с Романом Пилипчуком. Команда одержала всего одну победу в последних 16 матчах под руководством Пилипчука, а безвыигрышная серия «Спартака-2» достигла восьми матчей, в которых спартаковцы забили лишь два мяча и заработали два очка. Всего руководил «Спартаком-2» 31 матч, в которых команда одержала 10 побед, 6 раз сыграла вничью и 15 раз терпела поражения.
С июля 2021 года возглавлял вышедший в первый дивизион ФНЛ клуб «Олимп-Долгопрудный». 8 февраля 2022 года вместе с тренерским штабом по соглашению сторон покинул клуб. Под его руководством «Олимп-Долгопрудный» в 25 матчах одержал шесть побед, потерпел восемь поражений и 11 раз сыграл вничью, набрав 29 очков, расположившись на 15-м месте в турнирной таблице.
6 июня 2022 года был назначен главным тренером словенского клуба «Целе».
В октябре 2023 года возглавил «Шериф». 19 марта 2024 года покинул клуб по семейным обстоятельствам.
18 апреля 2024 года стал главным тренером «Челябинска».

## Личная жизнь
21 июля 2017 года дочь Пилипчука Мария умерла в возрасте 23 лет.
Сын Иван — футболист, в 2019—2021 годах — тренер в возглавляемых отцом клубах «Динамо» Минск, «Спартак-2», с июля 2021 года — в тренерском штабе «Олимпа-Долгопрудного».

## Статистика

### В качестве главного тренера
| Клуб                | Начало работы   | Окончание работы | Результаты | Результаты | Результаты | Результаты | Результаты | Результаты | Результаты | Результаты |
| Клуб                | Начало работы   | Окончание работы | И          | В          | Н          | П          | МЗ         | МП         | РМ         | % побед    |
| ------------------- | --------------- | ---------------- | ---------- | ---------- | ---------- | ---------- | ---------- | ---------- | ---------- | ---------- |
| Олимпик (Донецк)    | 8 сентября 2012 | 17 апреля 2013   | 13         | 5          | 2          | 6          | 15         | 16         | −1         | 038,46     |
| Спартак (Юрмала)    | 12 июня 2014    | 22 июля 2015     | 32         | 12         | 8          | 12         | 36         | 32         | +4         | 037,50     |
| Таджикистан (до 21) | 1 июля 2015     | 21 июня 2016     | 3          | 0          | 0          | 3          | 5          | 8          | −3         | 000,00     |
| Динамо (Минск)      | 1 февраля 2019  | 31 мая 2019      | 13         | 6          | 2          | 5          | 10         | 9          | +1         | 046,15     |
| Спартак-2 (Москва)  | 10 января 2020  | 11 марта 2021    | 31         | 10         | 6          | 15         | 31         | 42         | −11        | 032,26     |
| Олимп-Долгопрудный  | 10 июля 2021    | 31 января 2022   | 26         | 6          | 11         | 9          | 24         | 27         | −3         | 023,08     |
| Целе                | 6 июня 2022     | 18 июля 2023     | 39         | 21         | 10         | 8          | 63         | 41         | +22        | 053,85     |
| Шериф               | 11 октября 2023 | 19 марта 2024    | 13         | 7          | 2          | 4          | 29         | 14         | +15        | 053,85     |
| Челябинск           | 18 апреля 2024  | н. в.            | 0          | 0          | 0          | 0          | 0          | 0          | +0         | —          |
| Всего               | Всего           | Всего            | 170        | 67         | 41         | 62         | 213        | 189        | +24        | 039,41     |